# Nugent
Nugent is een plaats in de Australische deelstaat Tasmanië.